# Gulfstream IV
Gulfstream IV (eller G-IV) är en tvåmotorig affärsjet tillverkad av Gulfstream Aerospace (ett företag inom General Dynamics baserat i  Savannah, Georgia).

## Användningsområden
- Militära användare är bland andra Botswana, Egypten, Irland, Elfenbenskusten, Japan, Nederländerna, Sverige, Turkiet, Pakistan och USA.
- NOAA
- Affärsflyg

### Svenska flygvapnet
Svenska flygvapnet har sedan 1992 Gulfstream IV i sin flotta. Totalt har man tre flygplan, vilka går under benämningen TP 102C (1 st), (samt en Gulfstream G550 med benämning TP 102D) och S 102B (2 st). TP 102A, som var det första exemplaret som köptes 1992, togs ur tjänst i augusti 2015. Flygplanet såldes av Försvarets materielverk (FMV) i augusti 2017 till Flygteknikcenter, en utbildningsenhet inom Klippans kommun, med basering vid Ljungbyheds flygplats.
TP 102C/D (och tidigare TP 102A) används främst för långa och tidskritiska transporter av Sveriges högsta civila och militära ledning samt kungafamiljen. S 102B är ombyggd för att bedriva flygburen signalspaning åt Försvarets Radioanstalt (FRA) och kan identifieras med hjälp av den avlånga apparatutbyggnaden undertill. S 102B kallas ibland Korpen och flygplanen Hugin och Munin.

## Galleri

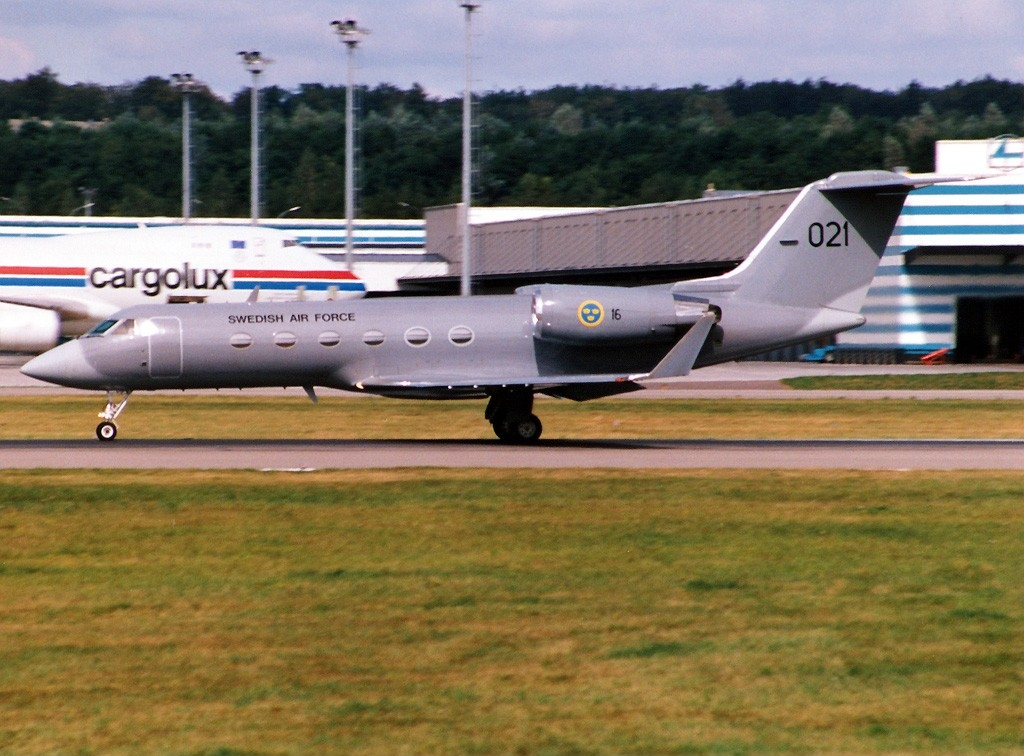
Tp 102A Gulfstream IV (G-IV)
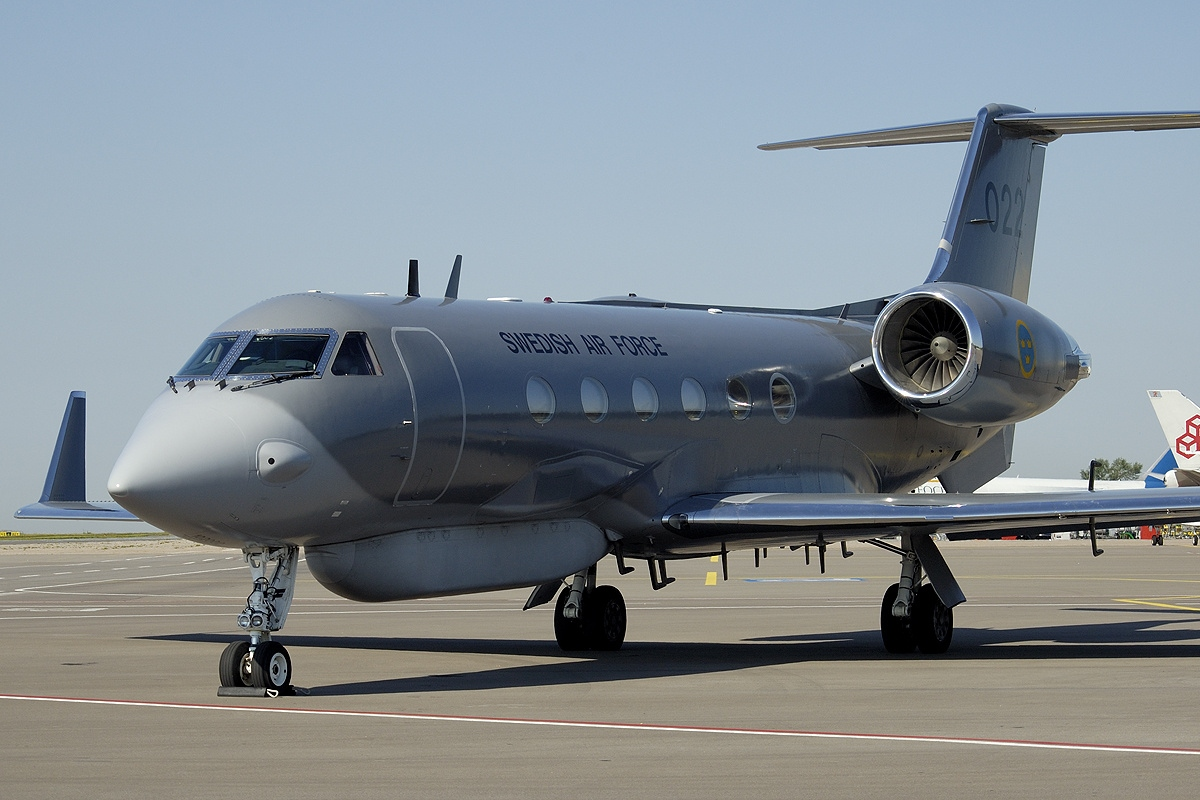
S 102B Korpen (G-IV)
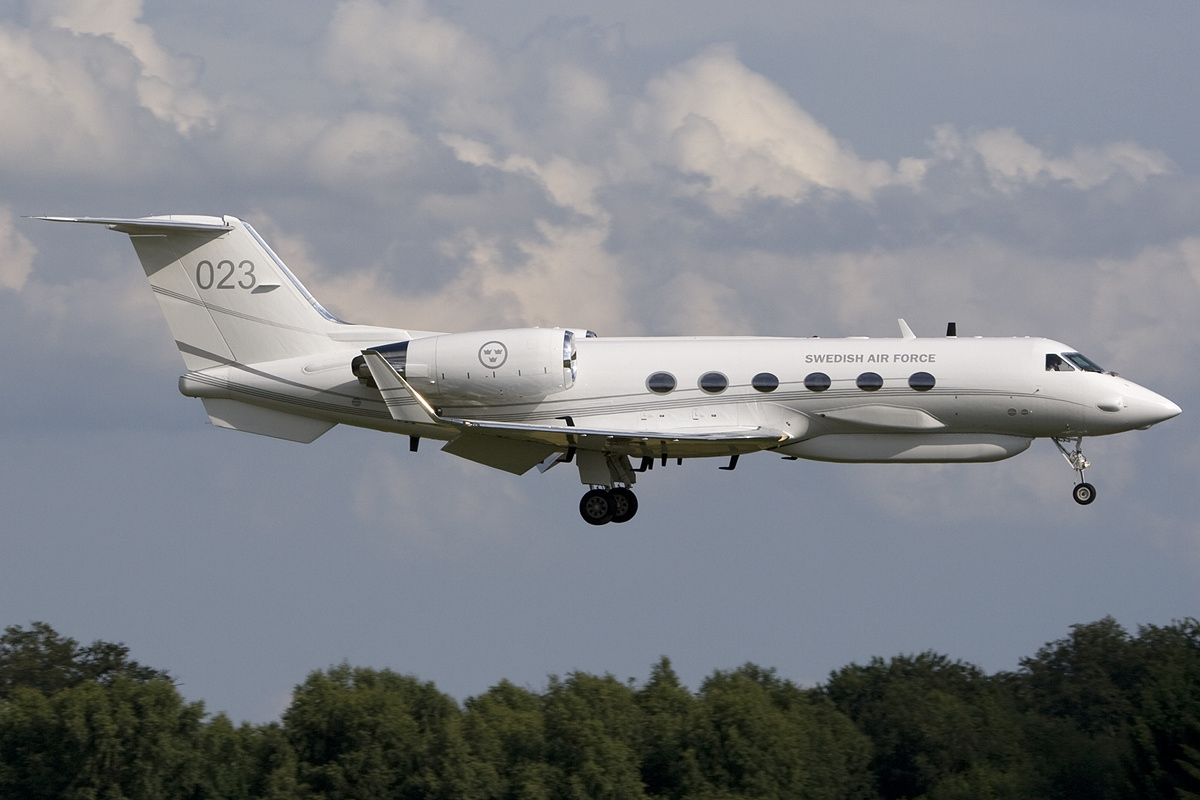
S 102B Korpen (G-IV)
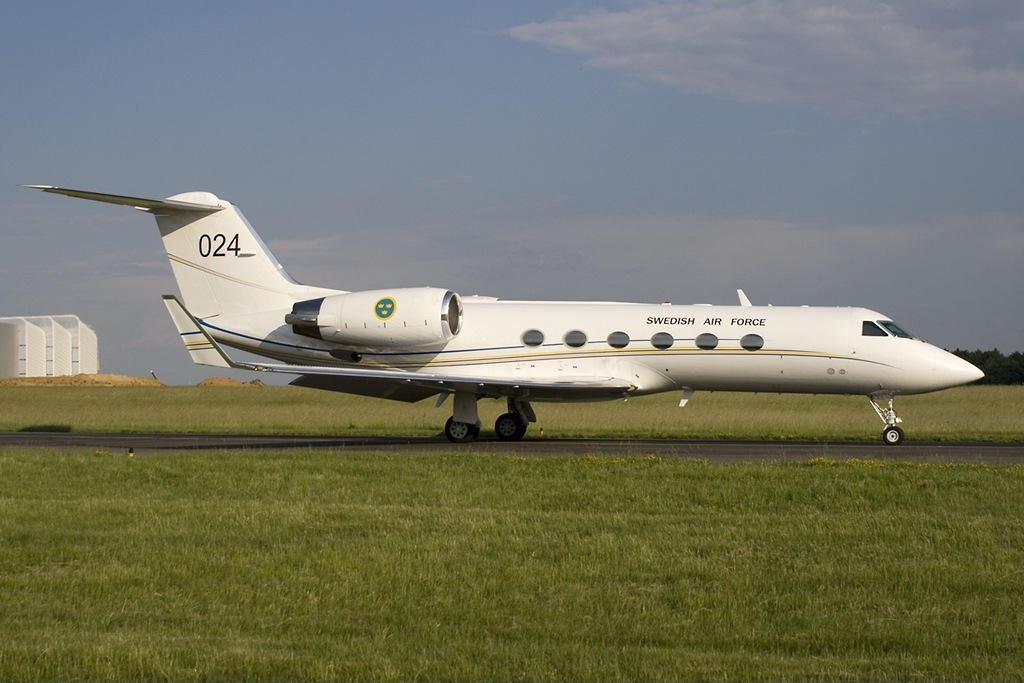
Tp 102C Gulfstream IV (G-IV-SP)
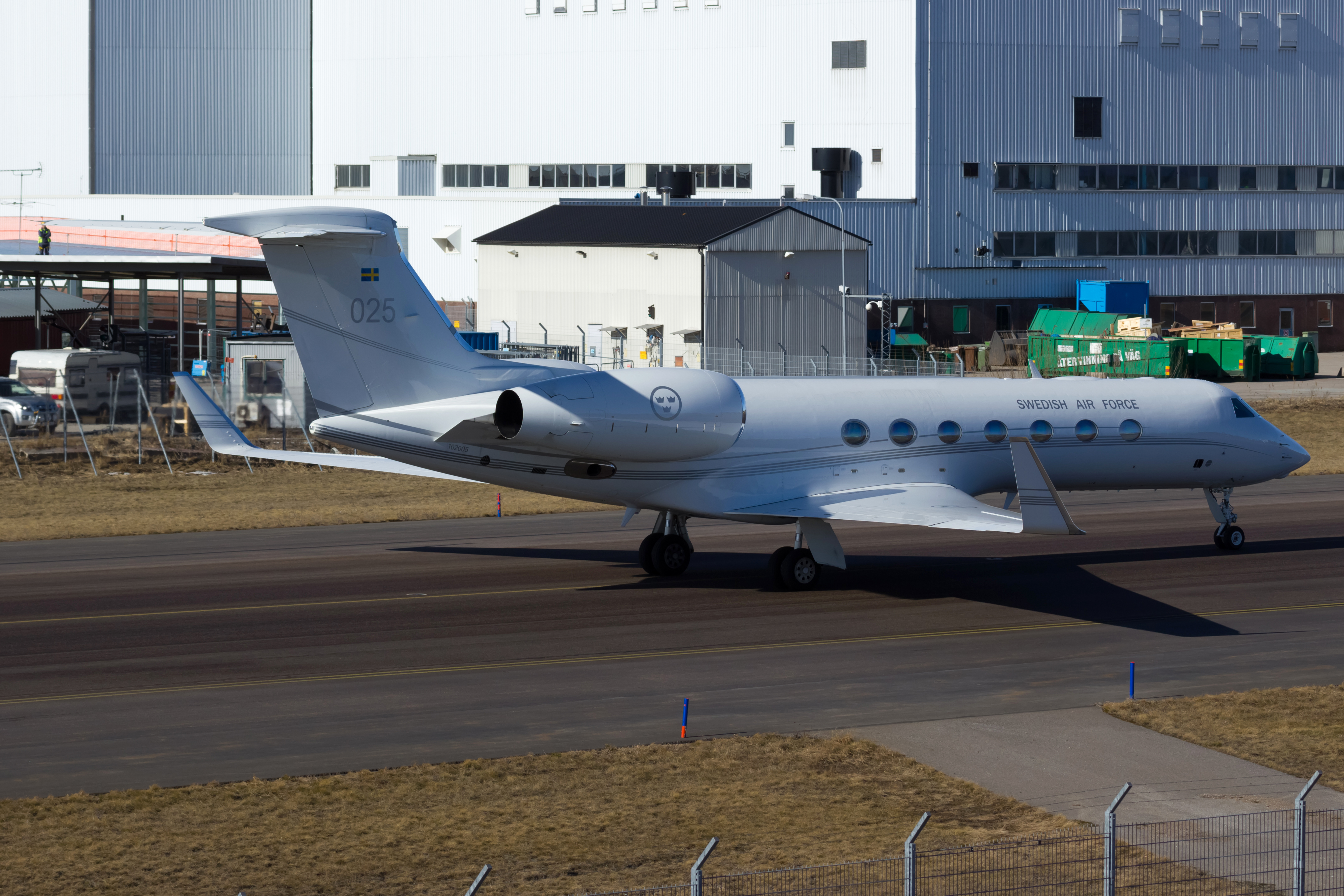
Tp 102D Gulfstream G550 (G-V-SP)